# Верхние Бюртли-Шигали
Ве́рхние Бю́ртли-Шига́ли (чув. Пӳртлӗ) — деревня в Батыревском районе Чувашской Республики. Входит в состав Первомайского сельского поселения.

## География
Находится в юго-восточной части Чувашии на расстоянии приблизительно 16 км на запад по прямой от районного центра села Батырево.

## История
Известна с 1727 года, когда здесь было 50 жителей мужского пола. Основана выходцами из Шигалеевской волости Свияжского уезда. В 1795 году учтено 14 дворов и 86 жителей, в 1869 162 жителя, в 1897 38 дворов и 229 жителей, в 1926 66 дворов и 326 жителей, в 1939 346 жителей, в 1979 году 386. В 2002 году отмечено 85 дворов, в 2010 — 82 домохозяйства. В годы коллективизации образован колхоз «Ударный», в 2010 году работало ООО «Сидели».

## Население
Население составляло 260 человек (чуваши 98 %) в 2002 году, 254 в 2010.